# Frontera entre Irak y Turquía
La frontera entre Irak y Turquía es la frontera de 352 kilómetros que separa el suroeste de Turquía del norte de Irak. Separa las gobernaciones iraquíes de Erbil y Dohuk, ambas dentro de la Región Autónoma del Kurdistán Iraquí de las provincias turcas de Hakkâri y Şırnak, también de mayoría étnica kurda. La zona fronteriza es muy montañosa y se eleva en dirección este de 400 m a más de 3000 m.
El único paso fronterizo es la localidad de Ibrahim Khalil en la parte más plana de la frontera occidental. No muy lejos está el trifinio entre Turquía, Irak y Siria, en la confluencia de los ríos Khabur y Tigris.

## Historia
La frontera se estableció en 1926 cuando la Sociedad de Naciones decidió sobre la llamada cuestión de Mosul. Gran Bretaña recibió el antiguo territorio otomano de Irak como mandato después de la Primera Guerra Mundial. Sin embargo, la afiliación del vilayato de Mosul había provocado una disputa entre Gran Bretaña y Turquía. Esto se decidió a favor de Gran Bretaña en 1926.

## Conflictos
En los últimos años, las empresas turcas han invertido bastante en el Kurdistán iraquí, que ha aumentado considerablemente el tráfico de mercancías y pasajeros en el paso fronterizo de Ibrahim Khalil. Por lo tanto, hubo consideraciones para establecer un segundo paso fronterizo. Hasta ahora, no se ha realizado debido a la situación política.
La zona fronteriza turco-iraquí es utilizada por el PKK como refugio y también como paso en Turquía, lo que dio lugar a varias intervenciones militares turcas en el norte de Irak.
Las fuerzas armadas turcas asaltan regularmente el territorio iraquí para repeler a los miembros del grupo terrorista PKK, que lanza ataques desde campamentos en suelo iraquí a objetivos civiles en Turquía.
Las incursiones turcas se hacen generalmente de menos de 10 km de distancia con el apoyo de la fuerza aérea bombardeando las montañas en el norte de Irak.